# سول إيتر نوت!
سول إيتر نوت! (ソウルイーターノット!) هو اسم سلسلة مانغا من تأليف ورسم أتسشي أوكوبو مقتبسة من سلسلة مانغا سول إيتر.

## القصة
تروي السلسلة قصة تسوغومي هارودوري في مدرسة حاصد الأرواح لتخصص الأسلحة والحرفيين (م.ح.أ.) حيث تتعلم أساليب الأسلحة مع زميلتيها الحرفيتين أنيا هيبورن وميمي تاتاني.

## الشخصيات

### البطلات
- تسوغومي هارودوري
- أنيا هيبورن
- ميمي تاتاني

## طاقم إنتاج الأنمي
- الإخراج، تأليف الحبكة: ماساكازو هاشيموتو
- تصميم الشخصيات، إخراج الرسوم المتحركة الرئيسي: ساتوشي كويكي
- الإخراج الفني: ميكي كاتو
- الموسيقى: يوكي هاياشي, أسامي تاتشيبانا
- إنتاج الموسيقى: كادوكاوا دوانغو
- إخراج الصوت: كازهيرو واكاباياشي
- إنتاج الرسوم المتحركة: بونز
- إنتاج: لجنة إنتاج سول إيتر نوت!

## وصلات خارجية
- سول إيتر نوت! على موقع ANN manga (الإنجليزية)